# Uchaux
Uchaux è un comune francese di 1 439 abitanti situato nel dipartimento della Vaucluse della regione della Provenza-Alpi-Costa Azzurra.

## Storia

### Simboli
La cifra romana otto sta per Octavum da cui deriverebbe il nome Uchaux. Lo scaccato è ripreso dal blasone del Casato di La Marck, 
Duchi di Bouillon (d'oro, alla fascia scaccata d'argento e di rosso di tre tiri).

## Società

### Evoluzione demografica
Abitanti censiti